# Estépar
Estépar es una localidad y un municipio situados en la provincia de Burgos, en la comunidad autónoma de Castilla y León (España), comarca de Alfoz de Burgos, partido judicial de Burgos, cabecera del ayuntamiento de su nombre.
Tiene un área de 102,7 km² con una población de 739 habitantes (INE 2009) y una densidad de 7,2 hab/km².

## Geografía

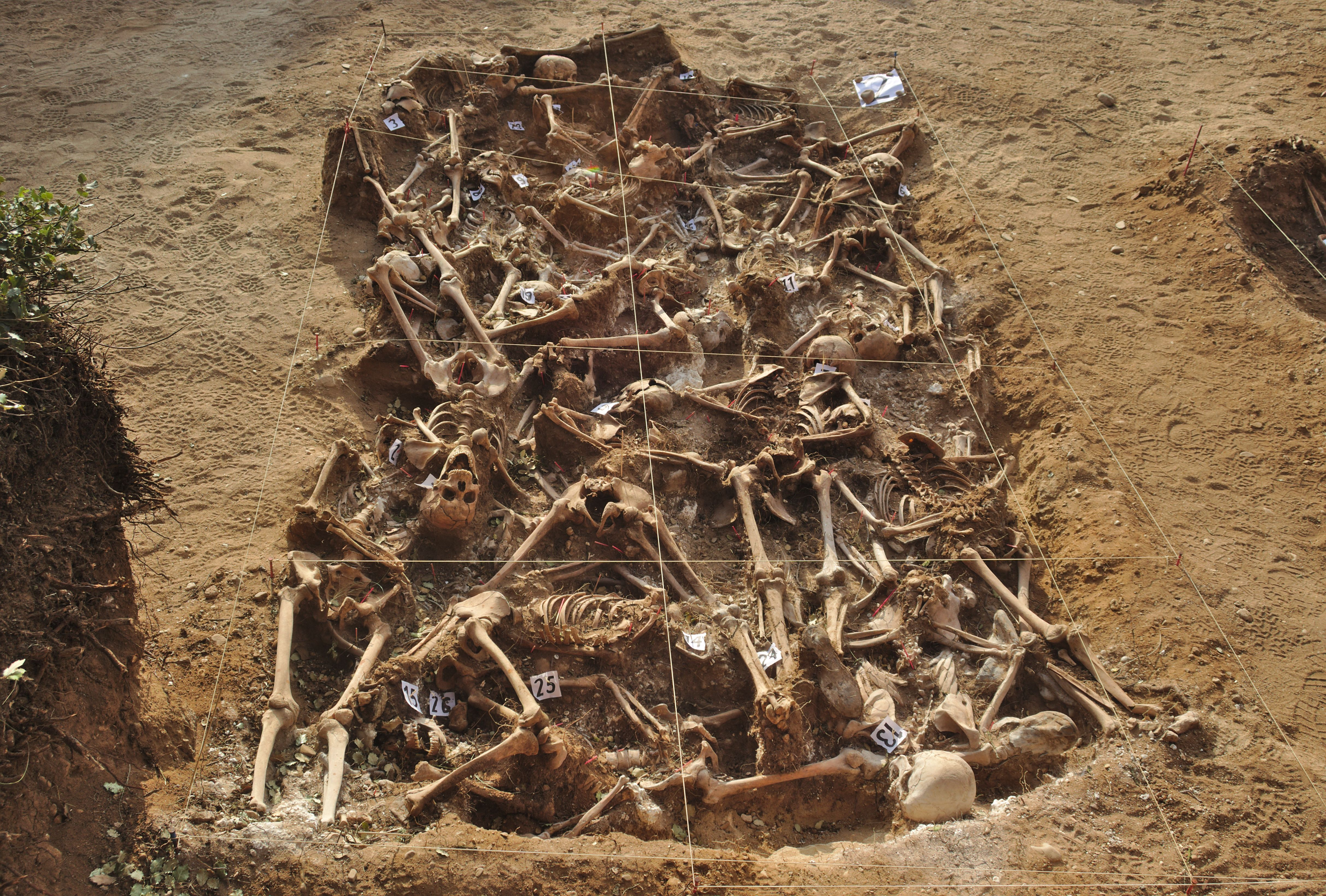
Fosa común del inicio de la guerra civil española en Estépar, con 26 víctimas asesinadas por el bando sublevado. La excavación tuvo lugar en el mes de julio de 2014.

Integrado en la comarca de Alfoz de Burgos, se sitúa a 21 kilómetros de la capital provincial. El término municipal está atravesado por la Autovía de Castilla A-62 entre los pK 20 y 23. 
El relieve del municipio está caracterizado por la típica llanura castellana por la que discurre el río Arlanzón y su afluente el río Hormazuela. Cuenta con algunas elevaciones en su territorio, siendo su máxima altitud el cerro Quintanilla (960 metros). El pueblo se alza a 812 metros sobre el nivel del mar, entre el Monte de Estépar (854 m) y la ribera del río Arlanzón. La altitud del municipio oscila entre los 960 metros y los 790 metros. 
| Noroeste: Iglesias                 | Norte: Hornillos del Camino | Noreste: Rabé de las Calzadas y Frandovínez |
| Oeste: Tamarón y Celada del Camino |                             | Este: Cavia,Cayuela y Albillos              |
| Suroeste: Pampliega y Mazuela      | Sur: Presencio              | Sureste: Arcos y Villangómez                |

### Núcleos de población
El municipio de Estépar comprende 11 localidades: 
- Arenillas de Muñó
- Arroyo de Muñó
- Estépar
- Hormaza
- Mazuelo de Muñó
- Medinilla de la Dehesa
- Pedrosa de Muñó
- Quintanilla-Somuñó
- Vilviestre de Muñó
- Villagutiérrez
- Villavieja de Muñó

## Demografía
Estépar cuenta con una población de 635 habitantes (INE 2024).
| Gráfica de evolución demográfica de Estépar entre 1842 y 2021 |
| |
| Población de derecho según los censos de población del INE. Población de hecho según los censos de población del INE.Entre el censo de 1981 y el anterior, crece el término del municipio porque incorpora a Hormaza, Mazuelo de Muñó. Medinilla de la Dehesa, Quintanilla Somuñó, Vilviestre de Muñó, Villagutiérrez y Villavieja de Muñó. |

| 1991 |  | 1996 |  | 2001 |  | 2004 |  | 2007 |
| ---- |  | ---- |  | ---- |  | ---- |  | ---- |
| 909  |  | 852  |  | 803  |  | 797  |  | 781  |